# Psychomyia nogradiae
Psychomyia nogradiae is een schietmot uit de familie Psychomyiidae. De soort komt voor in het Oriëntaals gebied.